# Anisozyga innuba
Anisozyga innuba là một loài bướm đêm trong họ Geometridae.